# 普芬茨河 (阿爾特米爾河支流)
48°52′30.05″N 11°16′37.53″E / 48.8750139°N 11.2770917°E
普芬茨河是德國的河流，位於該國東南部，由巴伐利亞負責管轄，屬於阿爾特米爾河的右支流，河道全長2.6公里，流域面積47平方公里。